# Cirsium arvense
Chardon des champs, Cirse des champs
Espèce
Cirsium arvense, en français le Chardon des champs ou le Cirse des champs, est une espèce de plantes à fleurs du genre Cirsium et de la famille des Astéracées (ou Composées). Très commune dans toute l'Europe, c'est une plante nitrophile, adventice de la plupart des cultures, des prairies, se multipliant rapidement par ses nombreuses graines qui, grâce à leurs aigrettes, peuvent être disséminées à grande distance. On le reconnaît entre autres à ses capitules lilas dont les fleurons (fleurs tubulées) s'épanouissent largement.

## Noms vulgaires et vernaculaires
En plus de ses noms recommandés ou typiques « Chardon des champs » ou « Cirse des champs », l'espèce est également nommée en français « Chardon du Canada », « Chardon des vignes », « Herbe aux varices » ou « Sarette ».

## Description

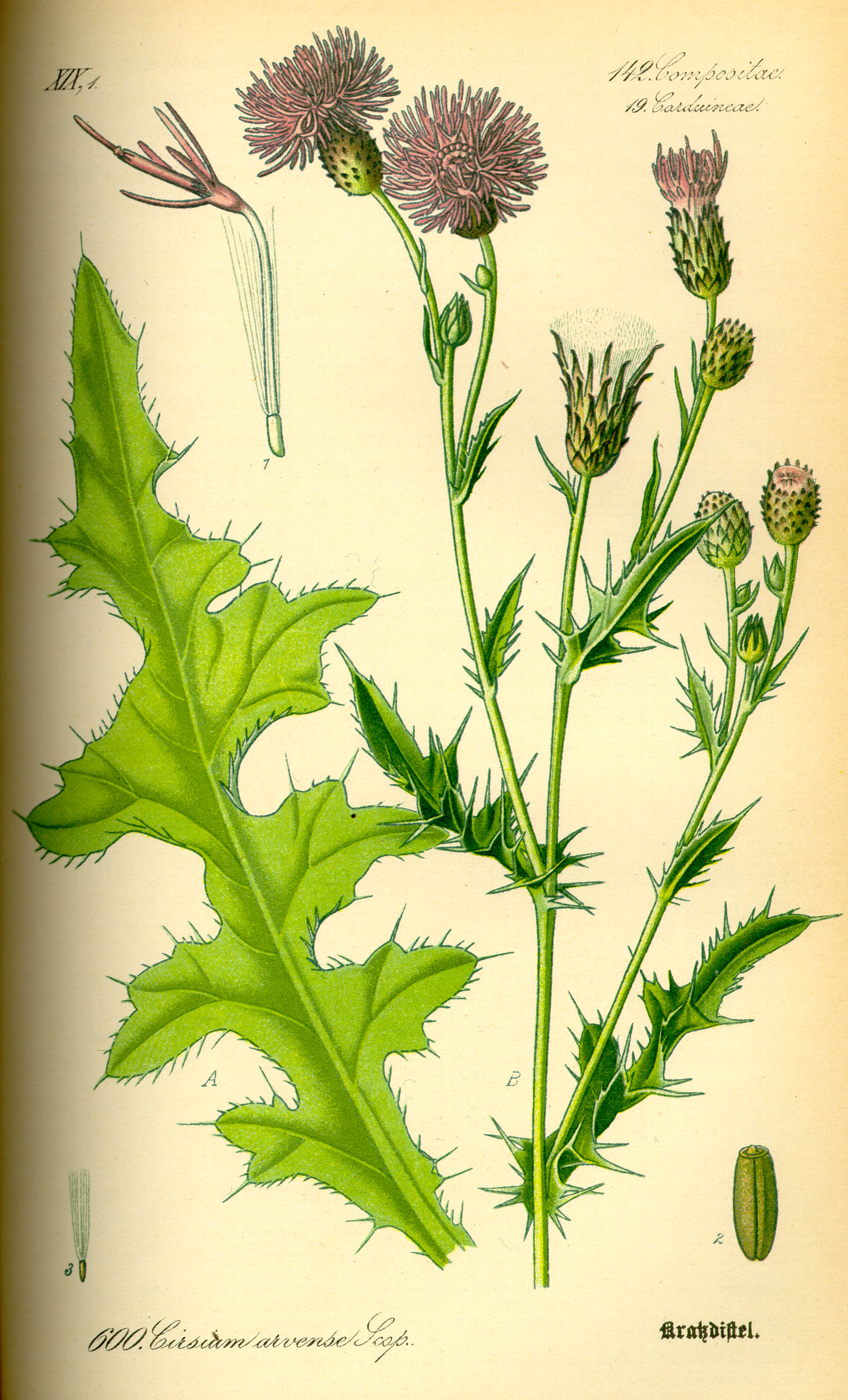
Planche botanique du Cirse des champs.

### Appareil végétatif
C’est une plante vivace dressée de 50 à 130 centimètres de haut et pouvant parfois atteindre 150 centimètres. Sa tige est très rameuse, elle a la particularité de ne presque pas porter d’épines et de ne pas être ailée. Les feuilles sont allongées, découpées et bordées de dents épineuses, vertes et glabres sur les deux faces ou présentant une pilosité blanchâtre sur la face inférieure.

### Appareil reproducteur
Les fleurs sont toutes en tubes en petits capitules ovoïdes entourées de bractées peu épineuses (ce genre d’inflorescence est appelé racème de capitules). La couleur des capitules peut varier du pourpre au blanc, en passant par plusieurs nuances de rose.
Les fruits sont des akènes munis d’une aigrette blanche et plumeuse.

### Partie souterraine
Le système racinaire du Cirse des champs est composé des rhizomes horizontaux servant d’organes de réserve et des racines verticales qui peuvent descendre à plus de 2 mètres de profondeur servant à capter l’eau et les nutriments.

### Confusions possibles
Cirsium arvense peut être confondu avec d’autres espèces du genre Cirsium, en particulier le Cirse des ruisseaux (Cirsium rivulare). Il s'en distingue par l’absence de rosette basale de feuilles et surtout ses fleurs unisexuées sur un même capitule. Les espèces du genre Carduus, également proches, présentent des akènes sans soies plumeuses.

## Habitat et répartition
Le Cirse des champs est d’origine eurasiatique et est très commun dans toute l’Europe et s'est propagé désormais dans d’autres pays. Il a été introduit aux États-Unis et au Canada au début du XVIIe siècle et est considéré comme invasif dans ces deux pays.
Le Cirse des champs est une plante qui peut s’adapter à de nombreux milieux, mais qui préfère les milieux riches et ensoleillés.
On le retrouve dans les prairies, sur les bords de chemins et de routes, dans les friches, les champs et les jardins.

## Biologie

### Cycle de vie et reproduction
Le chardon des champs est une plante géophyte qui passe l’hiver sous forme de racine et débourre au printemps .

#### Reproduction par les graines

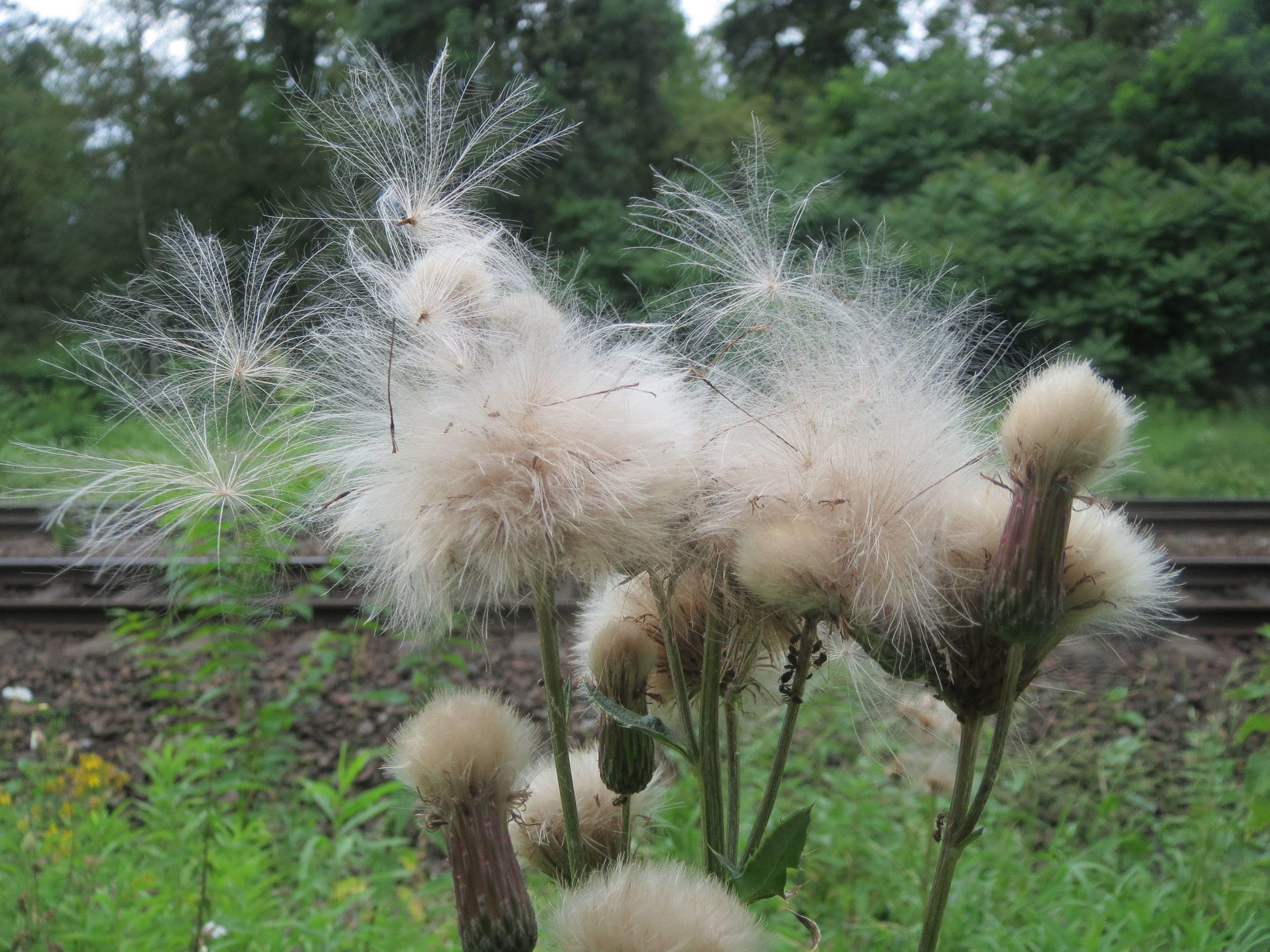
Fruit laissant apparaître le pappus des graines.

Le Cirse des champs est une plante dioïque avec des pieds mâles pouvant féconder des pieds femelles jusqu'à cent mètres à la ronde. La période de floraison s’étale de juillet à septembre.
Ce chardon émet des composés organiques volatils floraux qui attirent ses pollinisateurs mais aussi ses ennemis naturels, ne pouvant ainsi favoriser à la fois sa reproduction et sa défense contre les herbivores. Même pour les humains, l'odeur émise par les capitules est agréable.
Chaque plant de chardons peut produire 5 000 à 40 000 graines dont 200 à 300 seulement peuvent germer. Les graines gardent leur potentiel germinatif jusqu’à 20 ans. Les semences peuvent voler de 30 à 150 mètres de la plante mère. Les graines sont dispersées par le vent (anémochorie).

#### Multiplication végétative par les racines
Les racines horizontales ou rhizomes portent des bourgeons dont une partie va donner (dès la fin de l’hiver) des drageons qui vont ensuite pouvoir donner de nouveaux pieds de chardons.
La croissance horizontale par les racines peut atteindre 4 ou 5 mètres par an, le chardon forme ainsi des ronds. Si les racines sont coupées en fragments, chaque fragment peut donner naissance en quelques jours à un nouveau plant. De nouvelles pousses peuvent émerger à partir de fragments de 2,5 cm. La prolifération de ce chardon est avant tout due à son système racinaire extrêmement vigoureux et un développement par tache pouvant s'étendre de 1 à 2 m/an.

## Intérêt pour la faune

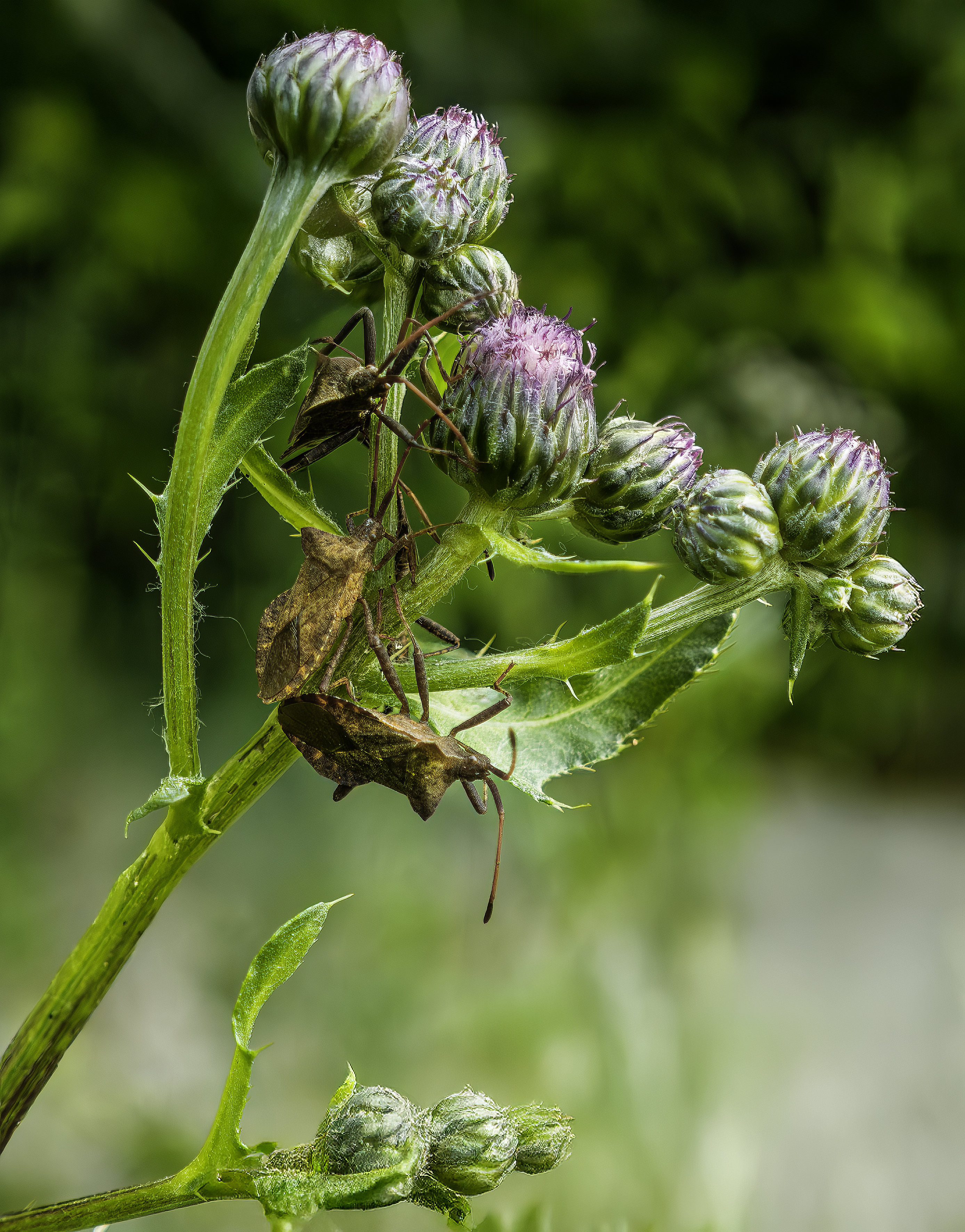
Coreus marginatus sur Cirsium arvense

Plusieurs chenilles, dont celles de la belle-dame (aussi appelé Vanesse du chardon), dévorent cette plante, ainsi que des mouches et plus d’une dizaine de coléoptères : coccinelles phytophages, charançons et chrysomèles sans oublier les punaises. Par exemple, la larve de l’agapanthie du chardon (Agapanthia cardui), un longicorne, se nourrit de l'intérieur des tiges de ce chardon.
Les graines sont également une réserve de nourriture intéressante pour les espèces d’oiseaux granivores comme le chardonneret.
Le Cirse des champs, tout comme les autres espèces de chardons, est aussi très recherché par les abeilles qui y récoltent du pollen et un nectar abondant.

## Plante envahissante
Cette plante, localement envahissante, fait l'objet de diverses mesures de contrôle par les agriculteurs et collectivités ou jardiniers. 
Cependant, selon Gérard Ducerf, elle serait bioindicatrice des sols saturés par des amendements excessifs en engrais azotés et en fumiers non compostés ou par surpâturage, ce qui provoquerait un blocage de la potasse ; la plante jouerait son rôle écologique naturel en venant ainsi au "secours" des sols afin d'en rétablir l'équilibre biologique. Ce serait enfin une plante médicinale extrêmement utile pour soigner les carences en phosphore et les intoxication à l'aluminium générés par les déséquilibres des sols tassés et lessivés par les méthodes de l'agriculture mécanisée et intensive.

### Plante déclarée nuisible en France

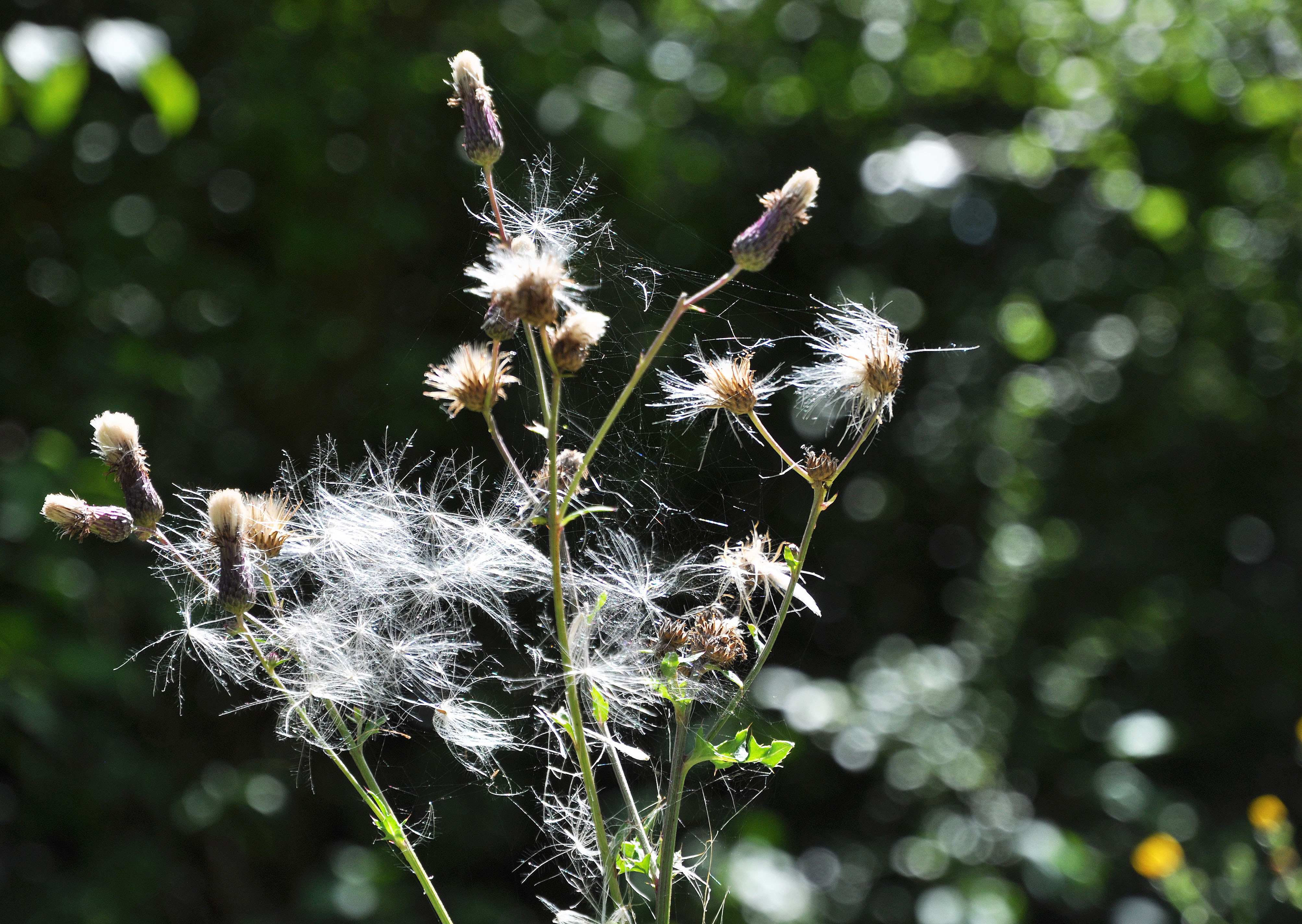
Pappus (botanique).

Le Cirse des champs fait partie des adventices les plus souvent trouvées dans les cultures. Il se répand très rapidement dans les champs grâce à son système racinaire et forme des "taches" de chardons. Une fois qu’une colonie de chardons est établie, il est difficile de s’en débarrasser en raison du potentiel de régénération et d'accumulation rapide de réserves dans les racines. L’envahissement d’une culture par le Cirse des champs peut entraîner une perte de rendement, des études ont montré qu’une densité de chardons de 16 plants au m² diminue le rendement de blé tendre de 19 % et celui de fèves de 12 %.
Le chardon des champs (Cirsium arvense) figure dans la liste des organismes nuisibles contre lesquels la lutte peut être rendue obligatoire dans certaines conditions (annexe B de l'arrêté ministériel du 31 juillet 2000). Dans plusieurs départements, des arrêtés préfectoraux rendent obligatoire la lutte contre le Cirse des champs.

### Lutte contre le Cirse des champs

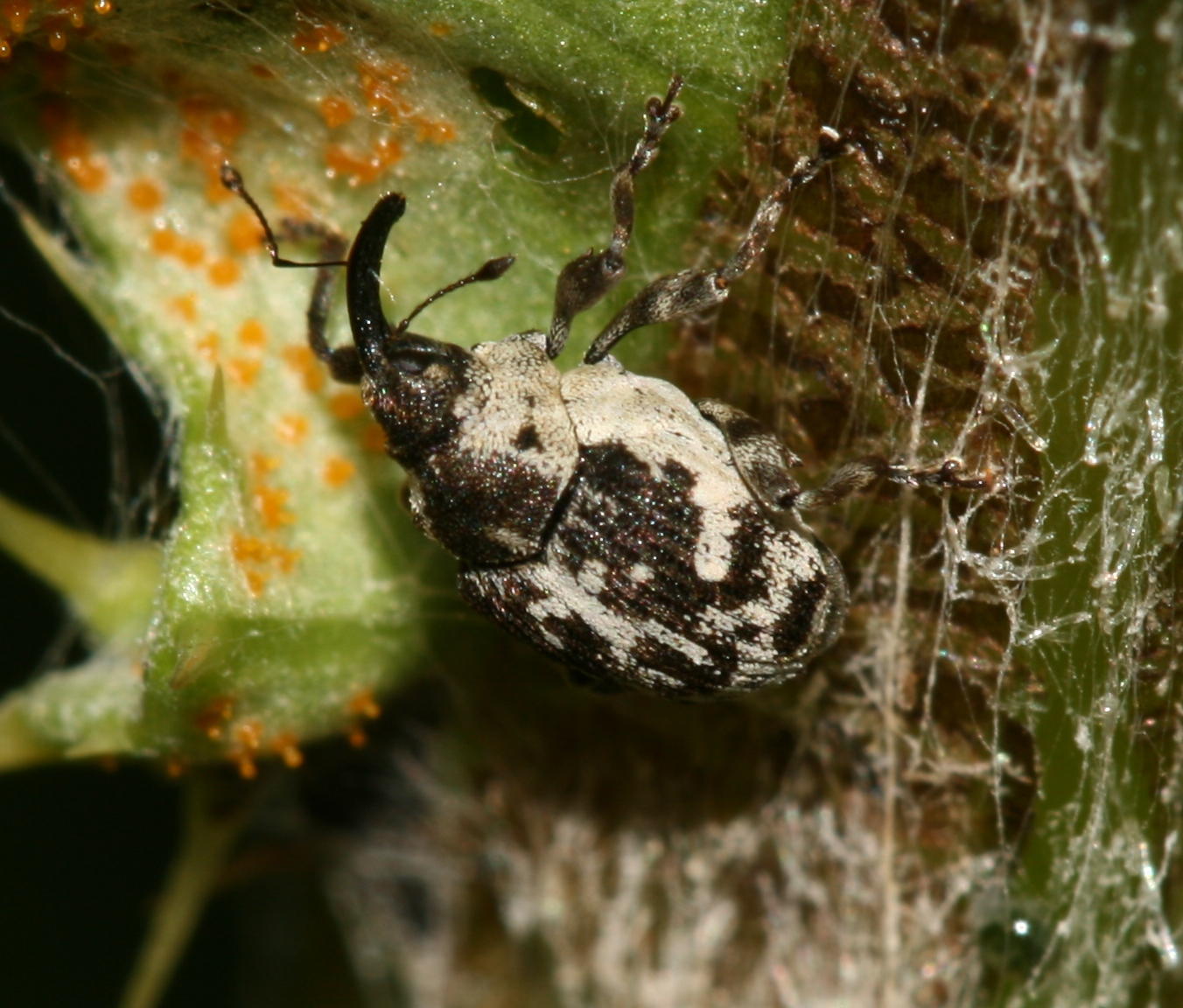
Charençon mineur de tige (Ceutorhynchus litura) utilisé pour la lutte contre le Cirse des champs.

Diverses méthodes de lutte peuvent être utilisées contre le Cirse des champs.
La lutte chimique est la méthode la plus souvent employée en agriculture conventionnelle, plusieurs herbicides étant recommandés, comme le 2,4-D, le triclopyr, le glyphosate, le dicamba, ou des produits à base de clopyralid, efficaces pour le contrôle du Cirse des champs.
Les méthodes de lutte mécanique comprennent les fauches répétées, l’arrachage manuel, le déchaumage et le brûlage des plants. Ces méthodes doivent être poursuivies pendant plusieurs années, et répétées de nombreuses fois pour arriver à un contrôle correct des populations de Cirse des champs. Sur certains sites, l’implantation de bâches ou de géotextiles a aussi été testée avec des résultats assez mitigés.
Concernant le contrôle biologique, plusieurs agents de contrôle ont été lâchés en Amérique pour tenter de réguler les populations, notamment des coléoptères tels que Cassida rubiginosa, des charançons tels que le mineur de tige Ceutorhynchus litura ou encore la mouche du chardon (Urophora cardui). Cependant, aucun de ces organismes ne semble réellement capable de contrôler les populations de cirses des champs. D’autres pathogènes, comme des champignons ou encore des bactéries, ont été testés, mais sans résultats convaincants.

## Taxonomie

### Liste des taxons de rang inférieur
Selon GBIF (9 mai 2021) :
- Cirsium arvense var. alpestre Nägeli
- Cirsium arvense var. arvense
- Cirsium arvense var. integrifolium Wimm. & Grab.
- Cirsium arvense var. maritimum Fr.
- Cirsium arvense var. vestitum Wimm. & Grab.
- Breea segetum f. segetum
- Cephalonoplos segetum f. segetum
- Cirsium arvense f. albiflorum House, 1923

### Synonymes
Cirsium arvense a pour synonymes :
- Aplotaxis cirsoides DC.
- Aplotaxis pungens DC.
- Breea arvensis (L.) Less.
- Breea dioica (Cass.) Less.
- Breea ochrolepidea (Juz.) Soják
- Breea ochrolepidia (Juz.) Soják
- Breea praealta (Cass.) Less.
- Carduus arvensis (L.) Robson
- Carduus arvensis var. arvensis
- Carduus haemorrhoidalis DC.
- Carduus serratuloides Neck.
- Cephalonoplos arvense (L.) Fourr.
- Cephalonoplos arvensis (L.) Fourr.
- Cephalonoplos arvensis var. arvensis
- Cephalonoplos ochrolepidium (Juz.) Juz.
- Cirsium albicans Willk.
- Cirsium arvense f. albiflorum (E.L.Rand & Redfield) R.Hoffm.
- Cirsium arvense f. arvense
- Cirsium arvense f. incanum (Beck) Gajic
- Cirsium arvense f. rubricaule Lepage